# خوسيه ماريا لويس مورا
خوسيه ماريا لويس مورا (بالإسبانية: José María Luis Mora)‏ هو صحفي وقسيس مكسيكي، ولد في 12 أكتوبر 1795 في Comonfort ‏ في المكسيك، وتوفي في 14 يوليو 1851 في باريس في فرنسا.